# .im
Het in de Ierse Zee gelegen eiland Isle of Man heeft zijn internetlandenextensie .im vrijgegeven ter registratie voor eenieder in de wereld. .im.-domeinnamen worden uitgegeven door nic.im.
Vanaf augustus 2006 kunnen Secondleveldomeinen direct onder .im worden geregistreerd.
De tot dusver officiële subdomeinnamen blijven daarnaast bestaan, bijvoorbeeld .co.im of .ltd.im.